# いまいち萌えない娘
いまいち萌えない娘（いまいちもえないむすめ / いまいちもえないこ）は、神戸新聞社がアルバイトの募集を行った際に求人広告の問題として掲載された図を初出とする、あひる座りでツインテール、セーラー服のような衣装、ニーソックスを特徴とするキャラクターの通称。

## 概要
神戸新聞社は兵庫県の緊急雇用創出事業に基づいて、漫画・アニメ・コンピュータゲームなどのサブカルチャーに関する取材やウェブデザインを行う若干名のアルバイトを2010年12月29日から2011年1月14日にかけて募集した。これに際して神戸新聞社の求人ページに掲載された広告の中のイラストがこのキャラクターの初出である。イラストの横には「右のキャラクターがいまいちいけてない（萌えていない）理由を3つ挙げなさい」という問題形式のキャッチコピーが付けられていた。
この募集広告が公開された後、微妙に萌えないデザインがイラスト投稿サイトのpixivや掲示板で話題になっていた。そのことがITmediaなどのネットニュースで取り上げられたことなどを契機に、このキャラクターのどの要素が萌えを阻害しているのかについての議論が巻き起こったり、このキャラクターを「萌えキャラに生まれ変わらせる」ことを目的とする二次創作がpixivに多数投稿されたり、あえて「いまいち萌えないこと」を長所にしたイジられキャラクター「今井知菜(いまいちな)・いまいちさん」としてニコニコ動画上のアイドルとして君臨するなど話題となった。
のちに神戸新聞社の他の広告に起用されたり、ロボットガールズZのアニメ、ゲーム、CDへのゲスト出演など各種メディアでも活動している（#商品化・小説化など）。

## 問題のイラスト
問題のイラストを描いたのは神戸新聞社の社内スタッフではあるが、多少絵心はあるものの、いわゆる“萌え絵”についてはまったくの素人だったということである。なぜ「いまいち萌えない」のかについて、「髪の色が青」「目が大きすぎる」「不安な表情をしている」「顔のバランスが悪い」といった直感的な意見から、「構図が現実味を帯びていない」「配色のコントラストが弱い」「全体的に同じ色を使い過ぎていて映えない」「子供なのに子供らしさで勝負していない」といった分析的なもの、さらには「某歌姫を意識したデザインにもかかわらず、オマージュが弱い」といったものまで様々な考察がネット上でなされている。
このイラストを描いたスタッフが描いたのは他にもう一枚、設定画の正面立ち絵までで、それ以降のイラストはこの募集によって採用されたイラストレーター・朝霧ひろによるものである。

## 設定

### デザイン
髪や衣装が青を基調とし、胸元に「N」マークのブローチを付けているのは、神戸新聞社NEWS（神戸新聞旧ホームページ）のマークに由来する。着ている服はセーラー服ではなく「ケープのような物」で、背面に「あめちゃんのような装飾」がある。靴はぺた靴で、後ろに「N」マークがある。また、ツインテールは白のゴムで括っているという設定。

### 名称について
正式名称は特に決まっていないが、現在では神戸新聞社を含めて「いまいち萌えない娘」という呼び方が主流となっている。「娘」の読みは「むすめ」でも「こ」でも構わないとのことである。登場した当初は問題文から「右のキャラクター」と呼ばれたり、ニコニコ動画を中心に今井 知菜（いまい ちな）と言う仮名で呼ばれることもあった。公式サイトのプロフィールでは略称として「いまもえ」を提案している。そのほか、海外の掲示板では「Imaichi-tan」と呼ばれているとのこと。

### その他の設定
年齢について、公式サイトのプロフィールでは「20〜22歳ぐらいをご想像いただければ」とあり、ツイッターでも「少なくとも二十歳以上です」と呟いている。好物は「兵庫のものなら何でも」で、その例としてケーキ・パン・玉子焼き・そばめし・イカナゴ・黒豆・うえがきの鶯ボールが挙げられている。ツイッターなどでの口調は神戸弁。

### サブキャラクター
以下はいまもえ制作委員会（後述）による公式同人誌や森田季節による小説（後述）に登場するサブキャラクターである。作品によって設定はまちまち。森田はその小説における設定が気に入らなかったら、また別の「いまいち萌えない娘」を作ってもらえれば嬉しいと述べている。
今井（いまい） / いまいち萌えない娘
ウェブクリエイターとして神戸新聞社でアルバイトしている女性。周りに今井と呼ばれているが本名は不明。
小説版では問題のイラストを描いた張本人ということになっている。
しばしば（強引に）いまいち萌えない娘のコスプレをさせられる。
生田（いくた）部長
舞台となるメディア局（サブカル関連の部署）の部長。サングラスのために表情が読めない。
滝野（たきの）
メディア局のディレクター。自称ライトなおたく。
柏原（かいばら）
メディア局のデザイナー。ぐるぐる眼鏡にマッドな雰囲気。名前を「かしわら」と呼ぶと怒る。
津名（つな）
メディア局の女性デザイナー。通称マダム。ぼっちゃり系。
陽子（ようこ）・可音（かのん）・千里（ちさと）
それぞれ元「偽いまいち1号・2号・3号」。各々阪神・播磨・淡路を担当するキャラクター。（いまもえは0号に相当する神戸担当）
名前は小説版の執筆に際していまもえ制作委員会と森田の協議によって決められた。
後に丹波・但馬担当の各キャラクターもデザインされているが未命名。

## 反響

### 面接を巡る騒動
この広告がアルバイト募集の締め切り当日にITmediaで紹介された直後から応募の申込や問い合わせが殺到し、2名の採用枠に100名近くもの応募があった。通常のアルバイト募集の約4倍から5倍の応募数で、あまりの反応の多さに人事部の業務に支障をきたすほどだった。声優志望や歌手志望、既に関連する職歴のある人やサブカルチャー関連の専門学校の卒業者、趣味としてサブカルチャーに精通した人、中には高学歴者や採用担当者より年上の人までいたという。まずは自身の作品を履歴書に添付した人を優先的に20名ほどを選んで面接した。最終的に採用されたうちの一人である朝霧ひろの場合、神戸新聞本紙に掲載された求人広告を見て応募したのだが、ここには問題のイラストと問題文は掲載されておらず、面接前にこれを見せられて戸惑いつつ必死に答えを考えたものの、本番では聴かれずじまいに終わって結局その答えは分からずじまいだったという。実際のところ、この問題文はあくまで単なる広告のコピー（宣伝文）であって、それに対する回答を用意してきた応募者もいたものの、合否には一切関係なかったとのことである。1月19日にはドワンゴ（ニコニコ動画）からの取材に対する回答という形で経緯などについてのFAQが掲載された。

### 二次創作
ITmediaで紹介された5日後の時点で、pixivには「いまいち萌えない娘」のタグが付いたイラストが1200件近く、ニコニコ動画にはMikuMikuDanceを用いた3Dアニメーションが20件近く投稿され、ほどなくコスプレした人も現れたという。これを受けて1月24日には全身の設定画が公開され、二次創作についても「弊社も一緒に楽しませていただきたい」というスタンスの元でルールが公表されている。公式のTwitterアカウントも開設され、同年11月時点で10,000人を越えるフォロワーを得ている。同時期までに投稿されたイラストも3000点を超えている。
人気が出た理由について、ITmediaは「あれ自体が『萌え』に対する問いかけになってしまいました」という神戸新聞社のスタッフのコメントを紹介している。また「萌えないところが萌える」といった反響を取り上げて、「萌えない」という言葉が二次創作のハードルを引き下げると同時に二次創作を盛り上げたともしている。朝日新聞からの取材もあり、ここでは神戸新聞のスタッフは「（ファンや二次創作者らと）一緒に成長を楽しんだのが受けたと思う」「ネットの風を受けて進化している」と答えている。
神戸新聞社は2011年8月から9月にかけて2回目のサブカルチャーアルバイト募集を行っているが、このときの募集広告の内容は前回を踏襲しながらも、多少リニューアルされたキャラクターのイラストに「右のキャラクターを見て、いまだにいまいちいけてない（萌えていない）理由を3つ挙げなさい」と書かれたものであった。ただし今回はこの問題は採用試験の問題ではないと断っている。
その後2012年3月末で、キャラ誕生の元となった兵庫県の緊急雇用創出事業が終了してしまうため、同年4月以降は神戸新聞社の単独コンテンツとして規模を縮小しつつ、「いまいち萌えない娘」のコンテンツ展開を継続していく方針である。

## いまもえ制作委員会
いまいち萌えない娘のプロデュースは、神戸新聞デジタル事業部内の「いまもえ制作委員会」が手がけている。先述の緊急雇用創出事業から出発した兵庫県内のサブカルチャー情報の発信サイト「いまもえ.jp」の運営と平行して行っており、いまいち萌えない娘のコンテンツ展開は基本的に同委員会名義となっている。
なお、いまいち萌えない娘は神戸新聞社からは非公認扱いとなっている。公認となると活動に制約が生じてしまうためであるが、神戸新聞社の販売促進キャンペーンなどに起用される事はある。
いまもえ制作委員会はこの他にも、神戸市長田区のマスコット・なぁタン（オリジナルデザイン・丘あつし）をリデザインした「NA-TAN17」のプロデュースや、三木市の商店街の案内看板を、別所長治をはじめとした三木合戦にまつわる人物達を朝霧ひろが漫画風に描いたイラストでリニューアルするなどの活動も行っている。

## 商品化・小説化など
同人活動・グッズ
神戸新聞社により缶バッジが制作され、同社に二次創作作品を郵送した作者を中心に贈られた。2011年3月から4月にかけてコスパによりTシャツ・マグカップ・ストラップが制作・販売され、神戸新聞社側の収益は当初全額が阪神・淡路大震災遺児に寄付される予定だったが、東日本大震災の発生を受けて半分をこちらへの義援金に充てることとした。
また社内スタッフによって「公式同人誌」も制作され、同人誌即売会などで販売された。
2013年、京都の和菓子店　一夢庵の製造による史上初の青い羊羹「いまもえ羊羹」が神戸ITフェスティバル会場で先行販売された。
2015年、たつの市にある森口製粉製麺株式会社の製造による「播州いまもえひやむぎ」が秋葉原「PLUM LIVE SHOP」と有楽町の東京交通会館内「兵庫わくわく館」で限定発売された。色は青白と青一色の二種類。
コスプレ・モデル
公式のコスプレ衣装は、神戸の服飾専門学校にて作られたものが全部で6セット用意されている。最初に披露されたのは2011年6月の「KOBEみなとマルシェ」で、以降も阪神競馬場における神戸新聞杯などの神戸新聞のイベントや同新聞の販売促進キャンペーンなどで使用されている。さらにはタレントの神崎紗衣による『いまいち萌えない娘がニコニコ動画「踊ってみた」に挑戦!』も公開されている。
公式コスプレイヤーといったものは決まっていないが（いまもえ制作委員会は「コスプレモデル」と呼んでいる）、イベントでコスプレモデルとして活動するモデル達は選出されている。2013年8月15日に神戸ファッション美術館において行われた「いまいち萌えない娘オーデション」で、「初代いまいち萌えない娘」として活動するモデルが6人選出され、同年9月に新長田駅界隈で開催された「KOBEぽっぷカルチャーフェスティバル」等のイベントで活動している。
コラボレーション
2012年4月1日にはエイプリルフール企画の一環として北海道の沿岸バスとのコラボレーションが組まれ、沿岸バスの「萌えっ子フリーきっぷ」の新商品として「いまいち萌えないっ娘フリーきっぷ」を発売するというパロディが行われた。
2013年9月には長田区のタクシー会社・近畿タクシーにおいて「KOBEぽっぷカルチャーフェスティバル」をアピールする、いまいち萌えない娘のラッピングタクシーが登場している。
2014年3月にはゲームソフト『ヴァルハラナイツ3 GOLD』のダウンロードコンテンツとして「いまいち萌えない娘なりきりコスチューム」が登場している。
2014年11月2日には模型用工具メーカー・ゴッドハンドとのコラボレーション商品「いまいち萌えない爪切り」という名前のニッパーが立体物展示即売会「トレジャーフェスタin神戸6」で限定発売された。
小説化
2012年9月20日には神戸市垂水区出身の作家・森田季節による『小説 いまいち萌えない娘』が神戸新聞総合出版センターから発売されている。同作品は2013年5月31日に電子書籍版が発売されている。
アニメ出演
2014年のアニメ『ロボットガールズZ』の映像ソフト第1巻に収録される特典作に、コレジャナイロボと共にゲストとして出演。声は神戸市長田区出身の寿美菜子が演じ、意図的に線がはみ出ても修正せず、左右対称にしないなどといった描写で「いまいち感」を演出している。本特典作は『ロボットガールズZ』の劇場版公開時にも上映されている。
イメージキャラクターへの起用
神戸新聞社の広告以外でも、各種イベントの公式イメージキャラクターとしてもたびたび起用されている。
- 「KOBEぽっぷカルチャーフェスティバル」2nd（2013年9月22・23日）・3rd（2014年9月27・28日）および「新長田ぽっぷカルチャーフェスティバル」（2014年3月22日・23日)の公式2次元イメージキャラクター。
- 神戸ITフェスティバル2013（2013年12月13・14日）のキービジュアルキャラクター。

これらのほか、2013年12月には兵庫県によるIT関連事業のポスターに県のマスコット・はばタンと共に起用されている。

## 他のキャラクターとの関連
以下のうち星印の付いたキャラクターは地域おこしや企業・団体のマスコットとして活動している萌えキャラクター同士の交流を目的とした「キャラサミ」というコミュニティに参加しており、2014年11月24日に東京・渋谷で開催された彼女らやその運営者らによるイベント・第1回「＜自称＞萌えキャラ学会」へ参加している。詳しくは萌えキャラ学会を参照されたい。
東北ずん子☆
2012年9月に神戸で開催された「東北VS関西　合同アニメ祭」（神戸新聞社主催）にてコスプレモデルが競演。
北乃カムイ☆
渋谷で開催された第1回「＜自称＞萌えキャラ学会」でコスプレモデルが競演した。
ニパ子☆
先述の「いまいち萌えない爪切り」は、ゴッドハンド社のアルティメットニッパーのマスコットキャラクターであるニパ子がいまいち萌えない娘と同じ「青いツインテール」が特徴という縁から。
さいたまに子☆
登場の経緯がいまいち萌えない娘と同一であるため、「いまいち萌えない娘のオマージュである」と埼玉新聞が公言しており、同紙の「サイタマニア」にいまもえ制作委員会からイラストが贈られたこともある。
北神弓子
神戸市の鉄道会社、北神急行電鉄の公式キャラクター。いまいち萌えない娘ら兵庫県下の萌えキャラたちと共に「ひょもりん」というユニットを組んでいる。